# Kepler-65
 (juin 2025).
Désignations
Kepler-65 est une étoile située dans la constellation de la Lyre, à environ 303,73 parsecs de la Terre.

## Caractéristiques physiques
Sa température effective est d'environ 6211 K.
Sa masse est estimée à 1,25 fois celle du Soleil.
Son rayon est d'environ 1,41 fois celui du Soleil.
Sa luminosité est d'environ 2,93 fois celle du Soleil.

## Observation
Ses coordonnées célestes sont : ascension droite 19h 14m 45,29s, déclinaison +41° 09′ 03,99″.

## Système planétaire
| Planète     | Masse   | Demi-grand axe (ua) | Période orbitale (jours) | Excentricité | Inclinaison | Rayon   |
| ----------- | ------- | ------------------- | ------------------------ | ------------ | ----------- | ------- |
| Kepler-65 b | 0,01 MJ | 0,04                | 2,15                     | 0,028        | 92,20°      | 0,13 RJ |
| Kepler-65 c | 0,02 MJ | 0,07                | 5,86                     | 0,020        | 92,33°      | 0,23 RJ |
| Kepler-65 d | 0,01 MJ | 0,08                | 8,13                     | 0,014        | 92,35°      | 0,14 RJ |
| Kepler-65 e | 0,82 MJ | 0,85                | 258,80                   | 0,283        | 127,00°     | 1,24 RJ |